# Слободський
Слобідське (рос. Слободской) — місто (з 1780) в Росії, адміністративний центр Слобідського району Кіровськой області, було засноване в 1505 році.
Населення міста становить 34,3 тис. осіб (2010).
Слобідське знаходиться на правому березі В'ятки, за 35 км від Кірова.
У місті у 1880 році народився письменник Олександр Степанович Гріневський, відомий під псевдонімом Олександр Грін.

## Відомі люди
- Соколов Микола Миколайович (1902–1975) — російський генетик.